# Ernst Kapp

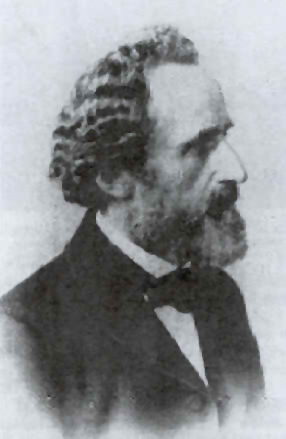
Ernst Kapp

Ernst Christian Kapp (* 15. Oktober 1808 in Ludwigsstadt, Oberfranken; † 30. Januar 1896 in Düsseldorf) war ein deutscher Pädagoge, Geograph und Philosoph. Mit seinem Werk Grundlinien einer Philosophie der Technik von 1877 gilt er als einer der Begründer der modernen Technikphilosophie.

## Leben
Ernst Kapp wurde als letztes von 12 Kindern in Ludwigsstadt in Oberfranken geboren. Sein Vater, ein Justizamtmann, starb, als der Sohn sechs Jahre alt war. Er wuchs danach bei Verwandten und teils bei Fremden auf, da auch seine Mutter früh starb. Von 1824 bis 1828 studierte Ernst Kapp an der königlichen preußischen Universität Bonn Altphilologie und wurde zunächst Gymnasiallehrer in Hamm. 1830 promovierte er im Fach Geschichte mit der Dissertation De re navali Atheniensium. Von 1830 bis 1849 war Kapp Lehrer für Geschichte und Erdkunde am Gymnasium in Minden. Hier tat er sich mit fachdidaktischen Werken hervor, die eine Betrachtung der Geographie unter historischen und der Geschichte unter geographischen Aspekten fordern. „Als reifes Ergebnis langjährigen Nachdenkens“ (so Viktor Hantzsch in der Allgemeinen deutschen Biographie) mündeten diese Vorüberlegungen schließlich in die Vergleichende allgemeine Erdkunde von 1845.
Als bekennender Liberaler – siehe Der constituirte Despotismus und die constitutionelle Freiheit (1849) – sah sich Kapp, als er seine Stellung zu verlieren drohte, gezwungen, 1849 nach Amerika zu emigrieren. Seine Frau und seine fünf Kinder folgten ihm 1850 nach, ebenso sein Bruder Alexander Kapp, Gymnasiallehrer in Soest, und sein Neffe Friedrich Kapp, der später als Geschichtsschreiber und Parlamentarier hervortrat.
Ernst Kapp „vertauschte die Feder mit dem Spaten“ (Victor Hantsch), er und seine Familie gründeten Sisterdale im texanischen Kendall County, das man auch als ein „Latin Settlement“ bezeichnet, und ließen sich dort als Baumwollfarmer nieder. Kapp entfaltete daneben eine Reihe von Aktivitäten: Er wurde zum Präsidenten des „Vereins freier Männer“, einer Vereinigung von Freidenkern, gewählt und beteiligte sich an der Herausgabe der deutschsprachigen San Antonio Zeitung. Als er im Sezessionskrieg für die Sklavenbefreiung Stellung bezog, erregte er in Texas Ärgernis, was ihn zum Verkauf der Zeitung zwang.
1865 kehrte Kapp mit seiner Familie gesundheitlich angeschlagen nach Deutschland zurück und ließ sich in Düsseldorf als Privatdozent nieder. Hier besorgte er die zweite verbesserte Auflage seiner Vergleichenden allgemeinen Erdkunde (1868) und verfasste die Grundlinien einer Philosophie der Technik. Zur Entstehungsgeschichte der Cultur aus neuen Gesichtspunkten (1877).
Am 30. Januar 1896 starb Kapp in Düsseldorf im Alter von 87 Jahren.

## Werk
Mit seiner Vergleichenden allgemeinen Erdkunde von 1845 erwies sich Kapp als Schüler Carl Ritters, des Begründers der modernen wissenschaftlichen Geographie, sowie Hegels kulturanthropologischen und universalhistorischen Vorlesungen über die Philosophie der Geschichte (1832–1845). Dabei zeichnete sich Kapps spezifisches Entwicklungsdenken ab, das die gegenseitige Bedingtheit der materiellen Voraussetzungen der menschlichen Umwelt und des Geistes betont. Dabei blieb Kapp dem Hegelschen Apriori des Geistes verpflichtet. Das Buch enthält weiter Überlegungen zur Biogeographie, Anthropogeographie oder Kulturgeographie, die später von Friedrich Ratzel ausgearbeitet wurden, ferner zum Verhältnis von Land, Meer, Kultur und Geschichte, wie sie später ähnlich in Oswald Spenglers Der Untergang des Abendlandes (1923) und in Carl Schmitts geopolitischen Überlegungen in Land und Meer (1942) zu finden sind.
Kapp unterschied drei politisch-geographische Kulturkreise:
- den „potamisch-orientalischen“
- den „thalassisch-klassischen“
- sowie den „oceanisch-germanischen“.

Als deren bestimmendes und strukturierendes Moment sah er dabei stets das Wasser an.
Die Grundlinien einer Philosophie der Technik von 1877 stellen vielleicht das erste genuin moderne Werk der Technikphilosophie dar, weil sie die bis dahin vorherrschende cartesianische Metaphorik des Organischen als etwas bloß Mechanischem komplett umkehrt und weil sie das technische Verhalten des Menschen in eine spezifisch moderne Anthropologie des Mängelwesens Mensch einbettet, wie es zuerst in den Schriften Johann Gottfried Herders und später deutlicher bei Arnold Gehlen zu finden ist.
Das zweite Kapitel der Grundlinien einer Philosophie der Technik – „Die Organprojektion“ (1877, S. 29 ff.) – findet sich auch heute noch in vielen Anthologien zur Technikphilosophie und Anthropologie. Zentrale These des Werkes ist, dass alle technischen Artefakte letztlich als Organprojektionen zu verstehen seien. So sei ein Hammer als Faust und der Kran Karl Culmanns als menschlicher Oberschenkelknochen zu verstehen, eine Säge bilde die Schneidezähne ab, ein Fernrohr bilde unbewusst den inneren Aufbau des Auges nach. Die Entwicklung des Buches folgt dabei einer zunehmenden Komplexität der technischen Apparaturen, über die damals aufkommende Telegraphie, die als ein Nervensystem verstanden wird, bis hin zum Staat als Abbild des menschlichen Organismus insgesamt. Die technische Entwicklung als Motor der kulturellen Entwicklung ist dabei stets ein Herausstellen von etwas, das bereits im Menschen organisch wie geistig angelegt ist, um im selben Moment als ihre Konkretion dessen geistige Entwicklung herauszufordern und voranzutreiben.

## Veröffentlichungen
- De re navali Atheniensium Bonn 1830 (Dissertation).
- Beitrag zur Begründung eines sicheren Ganges des geschichtlich-geographischen Unterrichts mit besonderer Rücksicht auf die untere Gymnasialstufe Minden 1831.
- Die Einheit des geschichtlich-geographischen Schulunterrichts Minden 1833.
- Leitfaden beim ersten Schulunterricht in der Geschichte und Geographie Minden 1833. Sieben Auflagen bis 1870.
- Hellas. Historische Bilder für den Jugendunterricht Minden 1833.
- De incrementis quae ratio docendae in scholis historiae et geographiae cepit Minden 1836.
- Philosophische oder vergleichende allgemeine Erdkunde als wissenschaftliche Darstellung der Erdverhältnisse und des Menschenlebens in ihrem inneren Zusammenhange. 2 Bände. Braunschweig 1845.
- Der constituirte Despotismus und die constitutionelle Freiheit. Hamburg 1849.
- Vergleichende allgemeine Erdkunde in wissenschaftlicher Darstellung. 2. verbesserte Auflage, Braunschweig 1868.
- Grundlinien einer Philosophie der Technik. Zur Entstehungsgeschichte der Cultur aus neuen Gesichtspunkten. Georg Westermann, Braunschweig 1877 (Online-Text im Virtual Laboratory des Max-Planck-Instituts für Wissenschaftsgeschichte).
  - Grundlinien einer Philosophie der Technik. Zur Entstehungsgeschichte der Kultur aus neuen Gesichtspunkten. Mit einer Einleitung von Hans-Martin Sass. Düsseldorf: VDI-Verlag 1978 (Photomechanischer Nachdruck der Ausgabe von 1877).
  - Grundlinien einer Philosophie der Technik. Zur Entstehungsgeschichte der Kultur aus neuen Gesichtspunkten. Mit einer Einleitung von Stefan Rieger, hrsg. von Christian A. Bachmann und Sylvia Kokot. Berlin 2015 (Studienausgabe).
  - Grundlinien einer Philosophie der Technik. Zur Entstehungsgeschichte der Kultur aus neuen Gesichtspunkten. Hrsg. mit einer Einleitung von Harun Maye und Leander Scholz. Felix Meiner, Hamburg 2015 (Studienausgabe in neuer Rechtschreibung, mit Literaturhinweisen, einer ausführlichen Einleitung sowie Namens- und Sachregister).

## Nachweise
1. ↑  Karl-Eugen Kurrer: The History of the Theory of Structures. Searching for Equilibrium. Berlin: Ernst & Sohn 2018, S. 145f., ISBN 978-3-433-03229-9

| Personendaten    | Personendaten                              |
| ---------------- | ------------------------------------------ |
| NAME             | Kapp, Ernst                                |
| ALTERNATIVNAMEN  | Kapp, Ernst Christian (vollständiger Name) |
| KURZBESCHREIBUNG | deutscher Philosoph                        |
| GEBURTSDATUM     | 15. Oktober 1808                           |
| GEBURTSORT       | Ludwigsstadt, Oberfranken                  |
| STERBEDATUM      | 30. Januar 1896                            |
| STERBEORT        | Düsseldorf                                 |